# Mahmudia
Mahmudia es una comuna ubicada en el distrito de Tulcea, Rumania.

## Superficie
Posee una superficie de 53,85 kilómetros cuadrados.

## Demografía
Hasta 2021 la población era de 2163 habitantes, con una densidad de población de 40,17 habitantes por kilómetro cuadrado.